# モハマド・ザフアン・アドハ・アブドゥル・ラザク
モハマド・ザクアン・アドハ・アブドゥル・ラザク（マレー語: Mohd Zaquan Adha Abdul Radzak、1987年8月3日 - ）は、マレーシアの元サッカー選手。元マレーシア代表。現役時代のポジションはMFもしくはFW。モハマド・アイディル・ザフアン・アブドゥル・ラザクは双子の兄。

## クラブ歴

### ヌグリ・スンビランFA
2004年に兄のアイディルと共にヌグリ・スンビランFAの下部組織に入団。2005-06シーズンには兄弟揃ってトップチームに昇格。この年にヌグリ・スンビランFAは初めてマレーシア・スーパーリーグを制した。
ヌグリ・スンビランFAとの契約は2008シーズン末までであった。この双子はスロバキアのクラブから興味を持たれており、2008 AFFスズキカップが終わった後にこのツォルゴン・リーガの匿名のクラブと契約を結ぶ予定であったが、拒否されたという。このため、ヌグリ・スンビランFAとの契約を延長した。

### ATM FA
2012年にはATM FAに移籍し、クラブのマレーシアカップ決勝進出に貢献したものの、ケランタンFAの前に3-2で敗れてタイトル獲得とはならなかった。

### JDT FC
2013年にはアイディルと共にジョホール・ダルル・タクジムFCに加入した。

### ペラFA
2016年12月21日、ペラFAに1年契約で移籍した。

### クアラルンプールFA
2017年12月5日、クアラルンプールFAに移籍した。

### ヌグリ・スンビラン復帰
2020年12月、ヌグリ・スンビランへの復帰が報じられた。
2024年3月14日、現役引退を表明した。

## 代表歴

### U-20以下
マレーシアのアンダー代表としては既に14歳の時に兄のアイディルと共に選出されていた。2004年のAFCユース選手権にも出場した。2006年の同大会の際にもラジャゴパル・クリシュナサミ監督から選出されミャンマー代表と戦っている。しかし、怪我を負って以降は同大会での出場は無かった。

### U-23代表
サチアナタン・バスカラン監督によって北京オリンピックの予選の香港U-23代表戦に怪我から復帰後初招集された。2007年のムルデカ大会では3得点を獲得、これらは全て決勝のミャンマーU-23代表戦での得点であり、彼の功績があって3-1となり1993年以来の優勝を成し遂げた。2007年の東南アジア競技大会の際にも招集された。

### A代表
A代表初出場となったのは2010 FIFAワールドカップ・アジア予選であった。

### リーグXI
2008年7月29日にシャー・アラム・スタジアムで行われたチェルシーFCとの一戦にマレーシアリーグXIとして出場した。彼には得点の機会があったものの、ペトル・チェフに阻まれ得点とはならなかった。この試合はマレーシアリーグXIが0-2とされ敗北した。

## 個人成績
代表での得点一覧
| #   | 日附           | 場所             | 対戦相手       | 得点 | 結果 | 大会                 |
| --- | -------------- | ---------------- | -------------- | ---- | ---- | -------------------- |
| 1.  | 2008年10月10日 | クアラルンプール | パキスタン     | 2-0  | 4-1  | 親善試合             |
| 2.  | 2008年10月20日 | クアラルンプール | アフガニスタン | 2-0  | 6-0  | 2008年ムルデカ大会   |
| 3.  | 2009年9月11日  | クアラルンプール | レソト         | 1-0  | 5-0  | 親善試合             |
| 4.  | 2009年9月14日  | タシケント       | ウズベキスタン | 1-3  | 1-3  | AFCアジアカップ2011  |
| 5.  | 2018年4月1日   | クアラルンプール | ブータン       | 2-0  | 7-0  | 親善試合             |
| 6.  | 2018年4月1日   | クアラルンプール | ブータン       | 4-0  | 7-0  | 親善試合             |
| 7.  | 2018年4月1日   | クアラルンプール | ブータン       | 5-0  | 7-0  | 親善試合             |
| 8.  | 2018年4月1日   | クアラルンプール | ブータン       | 6-0  | 7-0  | 親善試合             |
| 9.  | 2018年11月3日  | クアラルンプール | モルディブ     | 1-0  | 3-0  | 親善試合             |
| 10. | 2018年11月12日 | クアラルンプール | ラオス         | 1-0  | 3-0  | 2018 AFFスズキカップ |
| 11. | 2018年11月24日 | クアラルンプール | ミャンマー     | 2-0  | 3-0  | 2018 AFFスズキカップ |
| 12. | 2018年11月24日 | クアラルンプール | ミャンマー     | 3-0  | 3-0  | 2018 AFFスズキカップ |

## タイトル

### クラブ
ヌグリ・スンビランFA
- スカン・マレーシア: 2004
- マレーシア・スーパーリーグ: 2005-06
- マレーシアカップ: 2009, 2011

ATM FA
- マレーシア・プレミアリーグ: 2012

ケダFA
- ピアラFAマレーシア: 2019

### 代表
- ムルデカ大会: 2007
- 東南アジア競技大会: 2009

### 個人
- マレーシアサッカー協会最優秀若手選手賞: 2006-07